# Camponotus sericeus
Camponotus sericeus es una especie de hormiga, familia Formicidae.

## Descripción
El macho es robusto y alcanza un tamaño de 8,7 mm. Originario de Senegal. También se encuentra en Zimbabue, Israel, Costa de Marfil, Egipto, Eritrea, Kenia y la India.

## Subespecies
- Camponotus sericeus euchrous Santschi, 1926
- Camponotus sericeus peguensis Emery, 1895
- Camponotus sericeus sanguiniceps Donisthorpe, 1942
- Camponotus sericeus sulgeri Santschi, 1913

## Sinonimia
- Formica aurulenta Latreille, 1802
- Formica obtusa Smith, F., 1858
- Formica pyrrhocephala Motschoulsky, 1863

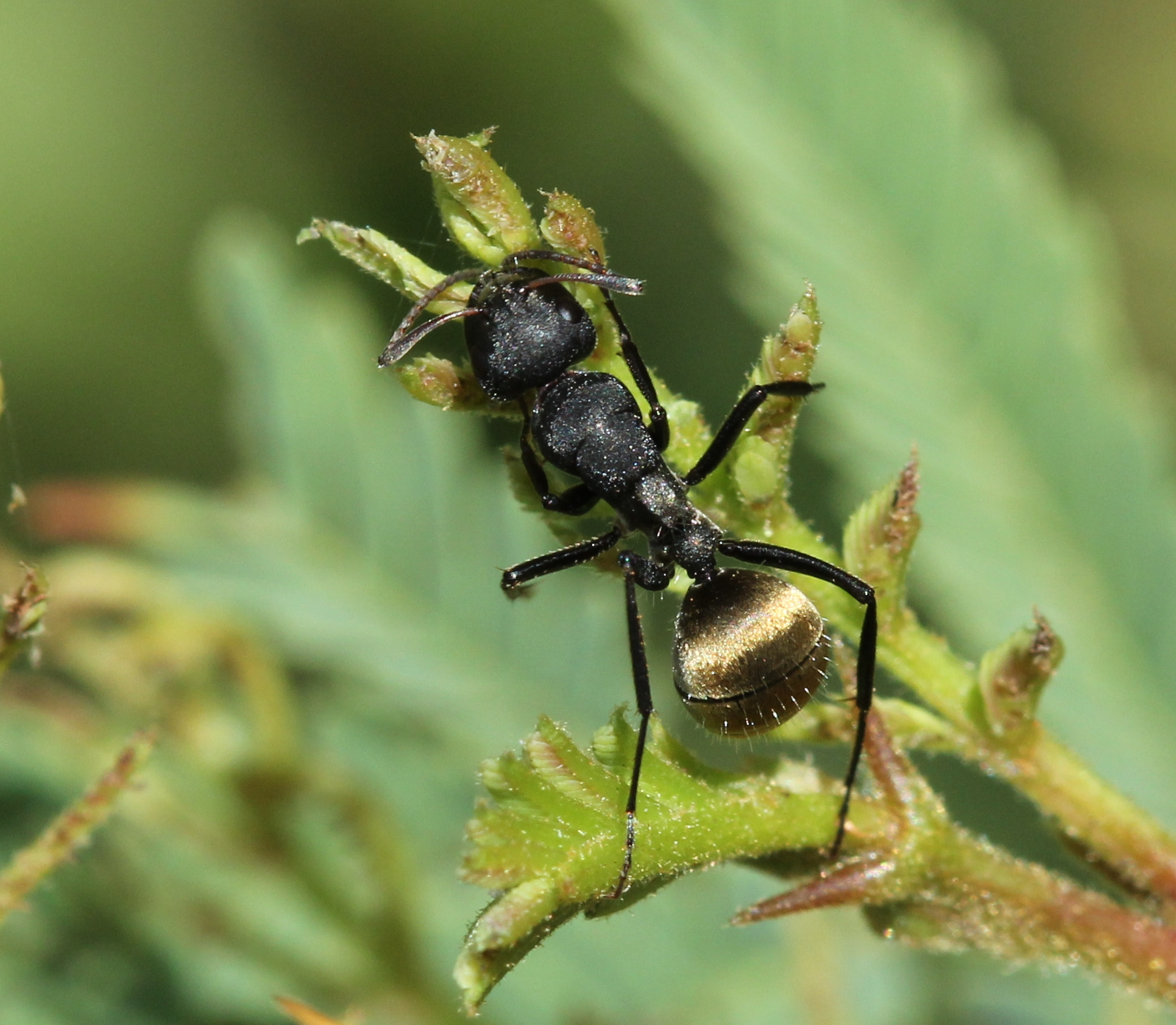
Camponotus sericeus